# Going for Gold
Going for Gold est un jeu télévisé britannique initialement diffusé sur BBC1 entre le 12 octobre 1987 et le 9 juillet 1996.
Repris sur Five du 13 octobre 2008 au 20 mars 2009, il est alors produit par Talkback Thames et présenté par John Suchet.

## Historique
Avant Going for Gold, une émission pilote pour la télévision américaine appelée Run for the Money avait été tournée. Présentée par Bill Rafferty et destinée à ABC. Le pilote ne convaincra pas les Américains; cependant Grundy vendra le concept en Europe sous le titre Going for Gold. Run for the Money aurait fait jouer 4 participants, faisant remporter 5 000 dollars aux candidats éliminés, et 50 000 dollars au vainqueur.
Going for Gold est diffusé initialement sur BBC1 au Royaume-Uni, du 12 octobre 1987 au 9 juillet 1996, généralement après la diffusion de midi du soap opera australien Neighbours, qui, c'est une coïncidence, est également produit par Reg Grundy Productions. Le jeu est présenté par l'animateur radiophonique irlandais Henry Kelly. Le concept de base est de réunir des participants de différents pays européens qui doivent jouer les uns contre les autres en tentant de répondre à des questions de culture générale (toutes en anglais) pour gagner un prix. L'émission fait aussi l'objet d'une diffusion sur Super Channel (qui est plus tard devenue NBC Super Channel) en Europe continentale.
Les émissions de 1987 à 1996 réunissaient chaque semaine, sept candidats anglophones (chacun représentant un pays européen différent) en concurrence les uns avec les autres pour une place en finale. Au fil des années, les règles du jeu évoluèrent, et on permit aux candidats ayant échoué le lundi de pouvoir rejouer le mardi, et ainsi de suite durant toute la semaine. Chaque émission durait vingt-cinq minutes, et se déroulait en quatre manches.
Il y eut au total dix saisons (deux en 1992). Les cinq premières furent diffusée au cours de l'hiver, divisées en deux par les vacances de Noël. Les (deuxièmes) sessions de 1992 et 1993 virent le jour à l'automne, les trois dernières ayant été diffusées au cours de l'été. À noter que les émissions de 1996 ne firent participer que des concurrents issus du Royaume-Uni.

## Renaissance de 2008
L'émission a été relancée et produite par Talkback Thames, et a été diffusée sur Five, tout d'abord du 13 octobre au 19 décembre 2008. La nouvelle version n'a fait participer que des candidats du Royaume-Uni et de l'Irlande, a été diffusée en direct, et animée par le présenteur John Suchet. Alex Kramer (ancien présentateur d'ITV Play), s'occupait du jeu téléphonique et des téléspectateurs sélectionnés. Les questions posées concernaient de nombreux indices sur un élément ou une personne, ces questions représentaient une partie non négligeable de l'émission.
Puis, l'émission reprit du 5 janvier au 20 mars 2009. Vicky Letch a temporairement remplacé Alex Kramer quand il était en vacances. Lorsque John Suchet n'était pas disponible, l'émission était présentée par Dean Wilson. À la fin de la saison, les seize gagnants avec le plus de victoires se sont affrontés lors de quatre demi-finales, les qualifiés ont accédé à la finale du 20 mars 2009, remportée par Iwan Thomas.

## Déroulement du jeu

### Première manche: Manche d'ouverture
Chaque émission débute par une manche consacrée à la culture générale, destinée à chacun des sept candidats. Parmi ces candidats, quatre sont qualifiés pour la manche suivante (toujours appelée par Kelly « tout bonnement la première manche »). Ces quatre joueurs sont les premiers à avoir répondu correctement avant. Ces questions sont posées sous la forme d'une description d'objet, de personne, d'animal ou de lieu; et durent de vingt à trente secondes (débutant généralement par « Qui suis-je ? », « Que suis-je ? », etc. ; similaires au « Fame Game » Sale of the Century), avec des détails de plus en plus précis jusqu'à ce que quelqu'un trouve la réponse. Dans l'émission du jeudi, il ne reste que quatre candidats qualifiés pour jouer à « tout bonnement la première manche ».

### Deuxième manche: Battre le Buzzer
La partie Battre le Buzzer est une manche de culture générale (similaire à celle du jeu télévisé américain The Showdown Big), chacun ayant les mains sur le bouton-poussoir. Les questions valent un, deux ou trois points. Le candidat qui a donné une réponse correcte pourra connaître le thème de la question suivante, et choisira la valeur de cette question. Si personne ne répond correctement, une question de culture générale valant juste un point sera alors posée. Les trois premiers joueurs à atteindre six points continuent le jeu.

### Troisième manche: Quatre à la suite
Dans cette manche, chaque candidat est invité à choisir une catégorie parmi quatre thèmes. L'ordre dans lequel ils jouent (et le nombre de catégories qu'il reste à choisir), est basé sur l'ordre dans lequel chacun s'est qualifié précédemment. Chacun a 40 secondes pour répondre au thème de son choix.
Le score des joueurs est déterminé en fonction du nombre de questions consécutives auxquelles chacun a bien répondu - si une mauvaise réponse est donnée, le score retombe à zéro, le total des points marqué dans cette manche correspond au nombre de bonnes réponses consécutives données en 40 secondes. Au terme de cette manche, les deux joueurs ayant marqués le plus de points sont qualifiés pour la finale. Dans le cas où des concurrents sont à égalité, un « ping-pong » de culture générale a lieu, en utilisant le même style de questions que dans la première manche.

### Quatrième et dernière manche: Manche finale
En finale, chaque question vaut entre un et quatre points en fonction de la rapidité avec laquelle la bonne réponse est donnée. Encore une fois, les questions concernent une personne célèbre, un lieu, un objet, un personnage de fiction ou un événement. Toutefois, ne peut répondre qu'un seul joueur à la fois; en appuyant sur le buzzer, comme l'indique le compte à rebours placé au centre de l'écran. Si un joueur donne une mauvaise réponse, le temps qui lui restait passe du côté de son adversaire et le compte à rebours reprend.

## Progression vers la finale
Le premier joueur à atteindre neuf points dans cette manche gagne l'émission du jour et est qualifié pour la finale de la semaine, au cours de laquelle le gagnant se qualifie pour les phases ultérieures du jeu. Les joueurs ayant perdu reviennent le lendemain, en commençant par la première manche, sauf s'il s'agit du finaliste de la semaine précédente.

## Autres versions
Le programme a été adapté en France en 1988 sous la forme du jeu Questions pour un champion, encore diffusé aujourd'hui.
La Turquie avait une version de Bilir Bilmez sur TRT 1 en 1996, présenté par Hüseyin Köroğlu.
Le quiz de Channel 5 One To Win était une émission d'une demi-heure basée sur les trois dernières manches de Going for Gold, reformaté et présenté tout d'abord par Paul Roseby, puis par Robin Houston, la 'voix-off' d'un autre quiz de Channel 5, 100 % (100 % question). Contrairement à Going for Gold mais comme 100 %, One to Win mettait aussi à disposition de faibles sommes d'argent pour le gagnant - seulement 200 £ par émission, mais avec un bonus pour cinq victoires consécutives - et offrait à ses champions la possibilité de revenir lors la prochaine l'émission.
En 2007, ATV en Autriche a lancé une adaptation de l'émission, appelée Quiz Champion.
En 2020, NET. sera annoncé la version indonésienne de Going For Gold sous un autre nom "Sang Pemenang" animé par Kevin Julio, également acteur

## Chanson en thème et séquence d'ouverture
Going for Gold possède un thème musical mémorable, qui a été composé par Sandy McLelland et Hans Zimmer, compositeur allemand qui a fait une brillante carrière à Hollywood. Au cours de la séquence d'ouverture, le thème musical est chanté (par McLelland), tandis que les candidats apparaissent un par un, de diverses manières pouvant dire bonjour, sourire pour saluer le public.
Le thème musical est un air de rock europop doux. Les paroles sont comme suit, et ont été chantées par Sandy McLelland. 

The heat is on, the time is right,
It's time for you, for you to play the game.
 'Cause people are coming, everyone's trying,
Trying to be the best that they can,
When they're going for... going for... Gold.
Seul le premier couplet a été utilisé pour le générique de fin, mais la chanson possède d'autres couplets qui ont pu être entendus avec une compilation d'images lors des demi-finales de la première saison.

## Équipe de production
Producteur : Mark Noades

Réalisateur : Tim Verrinder

Producteurs : Ian Cross et Luke Kelly

Producteur associé : Terri Marzoli

Questions : Fliss Williams et Julia Hobbs

Directeur adjoint des programmes : Nic Ayling

Documentalistes : Aaron Morgan, Jason Betts, Lisa Fisher et Holly MacArthur

Coordination : Allison Dore

## Diffusions

### BBC1
| Séries | Date de début    | Date de fin      | Épisodes |
| ------ | ---------------- | ---------------- | -------- |
| 1      | 12 octobre 1987  | 31 mars 1988     | 92       |
| 2      | 17 octobre 1988  | 23 mars 1989     | 82       |
| 3      | 6 novembre 1989  | 22 mars 1990     | 67       |
| 4      | 5 novembre 1990  | 22 mars 1991     | 65       |
| 5      | 4 novembre 1991  | 18 mars 1992     | 58       |
| 6      | 7 septembre 1992 | 18 décembre 1992 | 60       |
| 7      | 26 juillet 1993  | 12 novembre 1993 | 68       |
| 8      | 25 avril 1994    | 25 août 1994     | 59       |
| 9      | 27 février 1995  | 5 juillet 1995   | 73       |
| 10     | 1er avril 1996   | 9 juillet 1996   | 59       |

### Five
| Séries | Date de début   | Date de fin  | Épisodes |
| ------ | --------------- | ------------ | -------- |
| 1      | 13 octobre 2008 | 20 mars 2009 | 105      |

## Anciens gagnants
- Séries n°1 -  : Daphne Fowler
- Séries n°2 -  : Erik Matteson
- Séries n°3 -  : Howard Atkinson
- Séries n°4 -  : Luc Sucholtz
- Séries n°5 -  : Soren Bergman
- Séries n°6 -  : Christine Coslett
- Séries n°7 -  : James DeLoss
- Séries n°8 -  : Mieke Poelman
- Séries n°9 -  : Sven Goll
- Séries n°10 -  : Mike Ramsden (représentant Kent)

Les cadeaux remportés ont toujours, de près ou de loin, fait référence à l'or. Lors de la première saison, ce sera des billets pour les Jeux olympiques d'été de 1988 à Séoul (Médailles d'Or i.e.). Un an plus tard, un voyage d'extraction d'or en Australie.
Sur Five, le vainqueur de chaque émission recevait 1000 £ ; le gagnant des masters remportait 5000 £.
- Séries n°1 -  : Iwan Thomas